# Demicryptochironomus asamaprimus
Demicryptochironomus asamaprimus är en tvåvingeart som beskrevs av Sasa 1991. Demicryptochironomus asamaprimus ingår i släktet Demicryptochironomus och familjen fjädermyggor. Inga underarter finns listade i Catalogue of Life.